# اوستن (پسر داریوش دوم)
اوستن یا هوشتانه (سدهٔ چهارم پیش از میلاد) یک شاهزاده هخامنشی، پسر داریوش دوم و پروشات و برادر کوچکتر اردشیر دوم بود. او پدر آرشام و پدربزرگ داریوش سوم آخرین شاهنشاه هخامنشی بود. اوستن در جریان کشتار خانوادگی اردشیر سوم به قتل رسید.
پلوتارک برادران بزرگ‌تر او را به ترتیب اردشیر و کوروش معرفی می‌کند و برادر کوچک‌ترش را هُخشَتره معرفی می‌کند.
پسرش آرشام دوم با دختر عمویش سی‌سی‌گامبیس ازدواج کرد و دو پسر داشت:
- داریوش سوم
- هوخشتره هخامنشی